# Aplasie
Aplasie is een geneeskundige term voor het verschijnsel dat een orgaan of weefsel zich in het geheel niet heeft ontwikkeld. Aplasie verschilt van agenesie doordat er in eerste instantie wel sprake was van een "eerste aanleg", waardoor het orgaan zich in principe had kunnen vormen. Wanneer het orgaan zich wel heeft ontwikkeld maar te klein gebleven is, wordt dit hypoplasie genoemd.
Aplasie bij organen die echt van levensbelang zijn leidt tot het afsterven van de foetus of tot een miskraam. Bij minder belangrijke organen of organen waarvan de functie eventueel door andere organen kan worden overgenomen - zoals de galblaas, de schildklier, de nieren en de geslachtsorganen - hoeft aplasie daarentegen niet levensbedreigend te zijn. Van dentale aplasie is sprake wanneer een bepaalde tand zich in het geheel niet ontwikkelt. Het meest voorkomende voorbeeld hiervan is het niet doorkomen van een verstandskies.

## Oorzaken
De precieze oorzaak van aplasie is onbekend, wel is duidelijk dat invloed van teratogene stoffen en virussen en van Ioniserende straling zeer belangrijk is.  